# Сандерс, Латойя
Латойя Антуанетта Сандерс (англ. LaToya Antoinette Sanders; урождённая Прингл (англ. Pringle); также известная и как Лара Сандерс (англ. Lara Sanders); родилась 11 сентября 1986 года в Нюрнберге, земля Бавария, Германия) — американо-турецкая профессиональная баскетболистка, которая выступала в женской национальной баскетбольной ассоциации. Была выбрана на драфте ВНБА 2008 года в первом раунде под общим тринадцатым номером командой «Финикс Меркури». Играла на позиции тяжёлого форварда и центровой. С 2014 года защищала цвета национальной сборной Турции, в составе которой выступала на Олимпийских играх 2016 года в Рио-де-Жанейро.

## Ранние годы
Латойя родилась 11 сентября 1986 года в городе Нюрнберг (земля Бавария) в семье Риса и Шэрон Прингл, у неё есть младшая сестра, Шанис. Ещё в детстве её семья перебралась в город Фейетвилл (штат Северная Каролина), где она училась в 71-й средней школе, в которой выступала за местную баскетбольную команду.